# Watonwan River
Der Watonwan River ist ein 182 km langer Nebenfluss des Blue Earth River im Süden Minnesotas. Über diesen und den Minnesota River ist er Teil des Einzugsgebietes des Mississippi Rivers und entwässert ein Gebiet von 2274 km². Der Watonwan River macht etwa ein Viertel des Einzugsgebietes des Blue Earth Rivers aus.

## Geographie
Der Watonwan River entspringt in der Amboy Township, ungefähr 5 km südwestlich von Jeffers in der Mitte des Cottonwood Countys und fließt im Allgemeinen ostwärts über flache Moränenebenen durch den Norden des Watonwan Countys und den Westen des Blue Earth Countys, an der Stadt Madelia vorbei. Er mündet in den Blue Earth River etwa 13 km südwestlich von Mankato und damit 26 km oberhalb dessen Mündung in den Minnesota River.
Die größten Zuflusse des Flusses sind South und North Fork Watonwan River. Der 118 km lange South Fork Watonwan River entspringt im Südosten des Cottonwood Countys und fließt zunächst ostwärts in den Süden des Watonwan County und streift kurz den Martin County, sowie Odin. Dann verläuft der South Fork nordostwärts durch den Osten des Watonwan County zur Mündung in den Watonwan River oberhalb von Madelia. Der 63 km lange North Fork Watonwan River entspringt im Cottonwood County und fließt ostwärts in den Norden des Watonwan Countys und mündet etwa zwei Kilometer südöstlich von La Salle in den Watonwan River.
Etwa 84 % des Einzugsgebietes des Blue Earth River, der das des Watonwan River einschließt, wird landwirtschaftlich genutzt, überwiegend für den Anbau von Mais und Sojabohnen. Kleinere Seen und Feuchtgebiete bieten Habitat für die Wasservögel Minnesotas, obwohl weite Abschnitte des Flusses und seiner Zuflüsse durch Gräben und Kanäle umgestaltet wurden.

## Abflussmenge
Der United States Geological Survey betreibt einen Pegel in der Nähe des Garden City Townships, knapp 12 km oberhalb der Flussmündung. Die dort zwischen 1940 und 2005 gemessene Wassermenge betrug im Jahresdurchschnitt 11 m³/s. Der höchste aufgezeichnete Wert waren 394 m³/s am 20. Juni 1993, der niedrigste Wert waren wenige dm³/s am 28. Dezember 1989, was durch eine Eisbarriere verursacht wurde.